# امرالد بی، تگزاس
امرالد بی (به انگلیسی: Emerald Bay) یک منطقهٔ مسکونی در ایالات متحده آمریکا است که در تگزاس واقع شده‌است. امرالد بی ۱٬۰۴۷ نفر جمعیت دارد.